# Coreius heterodon
Coreius heterodon és una espècie de peix cipriniforme de la família dels ciprínids.

## Morfologia
- Els mascles poden assolir 25 cm de longitud total.[1][2]

## Hàbitat
És un peix d'aigua dolça i de clima subtropical.

## Distribució geogràfica
Es troba a Àsia: rius Changjiang i Huanghe a la Xina.